# Tarraconia gasulli
Tarraconia gasulli is een slakkensoort uit de familie van de Hydrobiidae. De wetenschappelijke naam van de soort is voor het eerst geldig gepubliceerd in 1981 door Boeters.